# Línia 3 (Metro de São Paulo)
Línia 1 do Metro de São Paulo o Línia 3 Vermella (en portuguès: Linha 3 do Metrô de São Paulo) és una línia de ferrocarril de trànsit ràpid del Metro de São Paulo. la línia és més extensa i també més ocupada, actualment compta amb 18 estacions i una longitud de 22,0 quilòmetres. Va ser inaugurat el 10 de març 1979 i la seva última ampliació es va inaugurar el 17 de desembre de 1988.